# Сосна чорна європейська

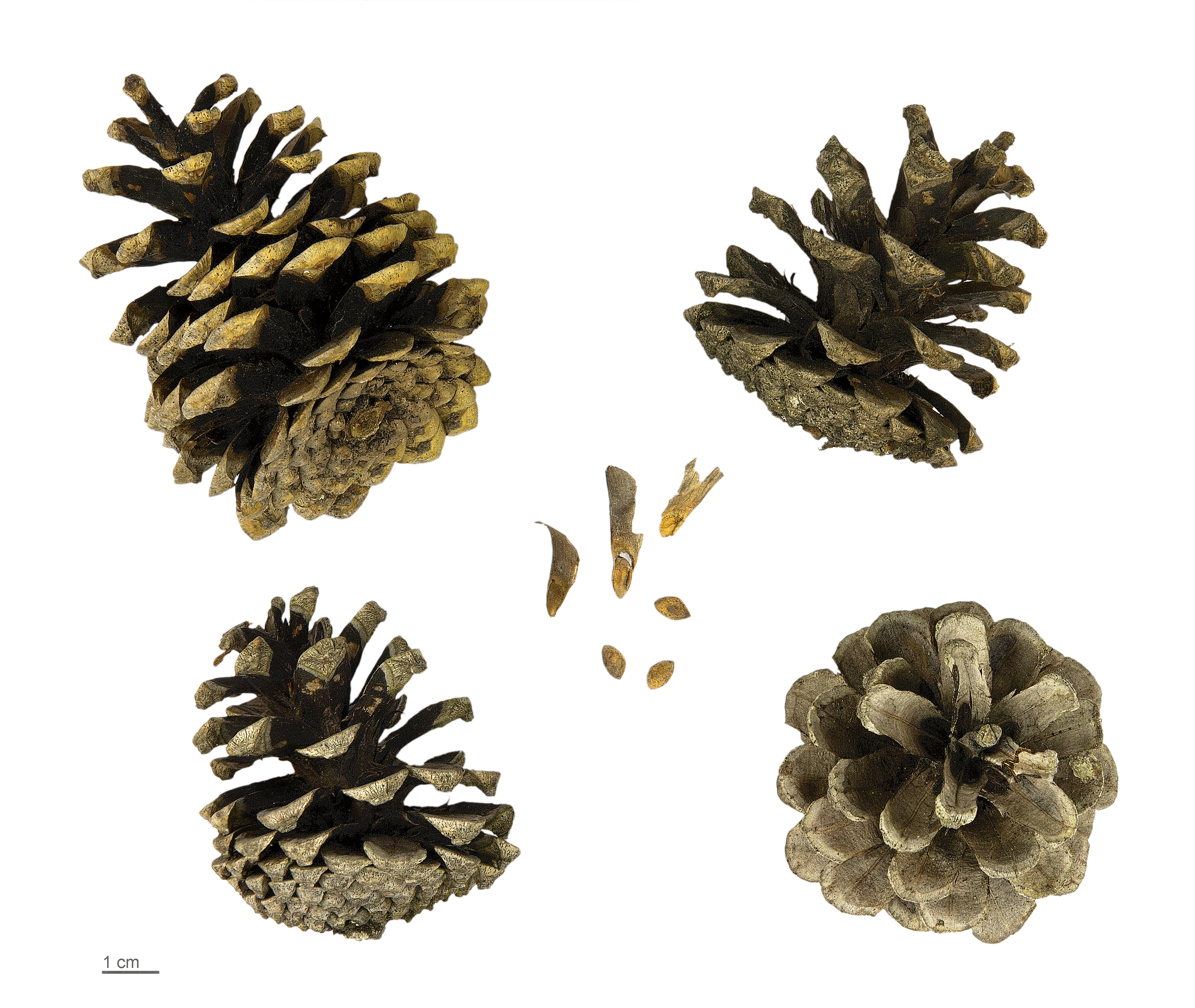
Pinus nigra - Тулузький музей

Сосна чорна (Pinus nigra) — поширений вид сосни, що росте в усій Європі від Іспанії до Криму, також поширений у Малій Азії, на Кіпрі та у Атлаських горах. Росте на висотах від рівня моря до 2000 м, зазвичай 250—1600 м.

## Опис
Вид Pinus nigra Arn. (P. nigra Link, P. nigricans Horst, пол. Sosna czarna austryacka, фр. Pin noir d'Austriche, англ. Austrian Pine, нім. Oesterreichische Schwarzkiefer, болг. Cheren Bor, серб. Crni Bor, тур. Karacam) згідно з систематикою Вищих рослин розглядається як сосна чорна австрійська і належить до підроду двохвойні (Diploxilon), роду сосна (Pinus), триби соснові (Pineae), родини соснові (Pinaceae), порядку хвойні (Coniferales), класу голонасінні (Gimnospermae), відділу або царства вищі рослини (Cormophyta або Telomophyta). В пізнішій класифікації сосна чорна розглядається як представник царства рослин (Plantae), відділу голонасінних (Pinophyta), класу хвойні або пінопсіда (Pinopsida), підкласу хвойні або пініди (Pinidae), порядку соснові (Pinales), в системі роду, сосна чорна належить до підроду двохвойні — Pinus (Dyploxylon), секції Eupitus.
У межах виду Pinus nigra Arnold, Х. Эйзенрейх (1959) виділяє чотири різновиди:
1. var. austriaca (Hoess) Badoux [P. austriaca Hoess, P. laricio austriaca (Hoess) Loud, P. laricio nigricans (Hort) Parlatore, P. l. nigra Engelm., P. nigra austriaca (Hoess) L. M. Neumann] — сосна чорна австрійська.
2. var. caramanica (Loud.) Rehd. [ P. caramanica Loud., P. nigra pallasiana Schneid., P. pallasiana D.Don in Lambert] — сосна чорна кримська.
3. var. poiretiana (Ant.) Schneid., [P. laricio Poiret] — сосна чорна корсиканська.
4. var. cebennensis (Rehd.) [P. pyrenaica Carr., P. monspeliensis Salzm.] — сосна чорна піренейська.

Для перших двох різновидів характерна товста та жорстка хвоя, а для наступних двох — тонка і м'яка.
Враховуючи різні географічні ареали (гори Середньої Європи, узбережжя Середземного та Чорного морів, Мала Азія), ці різновиди Pinus nigra Arnold багатьма авторами розглядаються як окремі види. В даний час прийнятою науковою назвою європейської чорної сосни є — Pinus nigra Arnold. Вид має численні підвиди і форми, тому існує ряд протиріч щодо правильної інтерпретації його таксонів. Взагалі, розглядають три основні групи європейських чорних сосен:
1. Західна група з Австрії, Франції та Іспанії — австрійська і піренейська сосни.
2. Центральна група з Корсики, Італії і Сицилії — корсиканська сосна.
3. Східна група з Балкан, Туреччини і Криму — кримська сосна.

Pinus nigra (J.F.Arnold 1785) — має 5 підвидів (salzmannii (Dunal) Franco 1943, laricio (Poir.) Maire 1928, pallasiana (Lamb.) Holmboe 1914, dalmatica (Vis.) Franco 1943, nigra), кожен з яких має ряд синонімів. Для підвиду nigra характерні такі назви:
- P. laricio var. nigra (Arn.) Engelm. 1880
- P. laricio ssp. nigra (Arn.) Richt. 1890
- P. austriaca Hoess 1830
- P.laricio var. austriaca (Hoess) Endl. 1847
- P. nigra Link 1830 non Arnold 1785
- P. nigricans Host 1831
- — nigra var. gocensis Georgev. 1931
- — nigra var. banatica Georgescu et Ionescu 1935
- — nigra ssp. croatica Lovric 1972

Ряд цих назв не визнається Міжнародним Кодексом ботанічної номенклатури (англ. International Code of Botanical Nomenclature) через те, що ці підвиди і форми були виділені часто на основі окремих насаджень, переважно в Франції та Східній Європі.
Перші знайдені скам'янілі чорнососнові стовбури датуються Міоценом (вік близько 20 млн років). Льодовикові цикли Четвертинного періоду спричинили різні діапазони поширення сосни чорної. Дослідження морфологічними та генетичними маркерами підтверджують спільне філогенетичне походження різновидів сосни чорної, що виникли внаслідок пристосування до певних екстремальних умов зростання. Генетичне різноманіття сосни чорної спостерігається і в межах популяцій P.salzmanii, P. laricio, P.n.nigra, dalmatica і pallasiana.
Спираючись на суттєву різницю в анатомічній будові, доцільно розділяти дві групи чорних сосен — східну (Австрія, Балкани, Греція, Туреччина, Кіпр и Крим) та західну (Італія, Франція, Корсика, Північна Африка). Для східної групи характерна товста, жорстка хвоя, з 3-6 шарами товстостінних гіподермальних клітин, яка тримається на дереві 4-7 років, здатність витримувати морози до — 30º С. Західна група характеризується прямими, тонкими голками, гіподерма з 1-2 шарів тонкостінних клітин, здатна витримувати морози до — 20º С. Ці дві групи розділені географічно через Адріатичне море, долину По в північній Італії смугою в 600 км. Східні популяції формують типовий підвид subsp. Nigra, західні — subsp. Salzmanni. В межах цих підвидів географічна мінливість полягає в розмірах та формі хвої, шишок, кольорі кори, екологічних особливостях. Відповідно східну групу поділяють на 3 різновиди (varieties):
- var. nigra (J.F. Arnold)[Austrian pine; syn. var. austriaca Hoss; var. gocensis Georgev.; var. banatica Georgescu; var. illyrica Vidakovic; ssp. gocensis (Georgev.) Vidakovic; ssp. dalmatica (Visiani) Franco; ssp. croatica Lovric; P. nigricans Host; P. dalmatica Visiani].
- var. caramanica (Loudon) Rehder [Turkish black pine; syn. P. taurica (Loudon) Steud.; P. fenzlii Antoine & Kotschy ex Carriere].
- var. pallasiana (Lambert) Asch. & Graebn. [Crimean pine; syn. P. pontica K. Koch].

David F. Van Haverbeke вказує на те, що розглядаючи Pinus nigra, використовують понад 100 різних латинських термінів. Однак, опираючись на фундаментальні праці з дослідження даного виду, виділяють такі різновиди:
- Pinus nigra var. austriaca (Hoess) Aschers. & Graebn. (Австрія і Балканський півострів)
- P. n. var. nigra Arnold (Австрія, Угорщина, Болгарія)
- P. n. var. caramanica (Loud.) Rehd. (Мала Азія)
- P. n. var. caramanica (Loud.) Rehd. (Крим)
- P. n. var. poiretiana (Ant.) Aschers. & Graebn. (Південна Європа)
- P. n. var. maritima (Aiton) Melville (Іспанія, Корсика, Південна Італія, Греція)
- P. n. var. cebennensis (Gren. & Gord.) Rehd. (Піренеї і Південна Франція).

V.Blecic також розглядає європейську чорну сосну як групу підвидів:
- Pinus nigra ssp. nigra (Австрія, Італія, Греція, колишня Югославія);
- P. n. ssp. salzmannii (Франція, Північні Піренеї, Центральна і Східна Іспанія);
- P. n. ssp. laricio (Корсика, Сицилія);
- P. n. ssp. dalmatica (центральна частина Балканського узбережжя та сусідні острови);
- P. n. ssp. pallasiana (Південні Карпати, Крим, Туреччина).

Інші спроби класифікацій закінчились призначенням рангів двом підвидам: Pinus nigra ssp. Occidentalis з 6 рангами, и P. n. Ssp. Orientalis з 10 рангами. Сучасні генетичні дослідження каріотипів повинні допомогти вирішити проблему диференціації сосни чорної європейської.
Г. Крюссман (1986) розглядає Pinus nigra як дуже мінливе дерево з рядом географічних різновидів, серед яких є ssp. nigra (поширена в Австрії, центральній Італії, Греції, колишній Югославії) та ssp. Pallasiana (поширена на Балканах, південних Карпатах, в Криму).
А. Л. Тахтаджян (1956) дотримується думки про доцільність розглядати Pinus nigra та Pinus pallasiana як окремі, дуже близькі морфологічно види.
Як окремий вид Pinus austriaca Hoess. — сосну чорну австрійську виділяє і О. Г. Каппер (1954), і наводить ряд морфологічних та екологічних відмінностей.
На території західної України найстаріші насадження були створені в часи Австро-Угорської імперії, на приватних землях насінням, привезеним найімовірніше з Австрії. Культури створювались переважно на мілких, багатих вапняками ґрунтах на Опіллі та Поділлі, а також в Карпатах. Спираючись на дендрологічні та екологічні характеристики насаджень, які були нами досліджені, вважаємо за доцільне розглядати Pinus nigra. Arn., як окремий вид — сосну чорну або австрійську (P. nigra. var. nigra Arnold), що має альпійське походження, далі в тексті — Сч (сосна чорна).
Генетично близька до сосни чорної є сосна панцирна — (Pinus heldreichii Christ), яка формує асоціації у Центрально-Балканській гірській системі та вздовж узбережжя Балканського півострова за участю Picea abies, Pinus peuce, Pinus nigra, Pinus silvestris, Fagus silvatica.
В східних Піренеях зустрічається Pinus nigra var. poiretiana Ant. в насадженнях за участю Pinus mugo Turra, Pinus silvestris L., Betula pendula Roth. та Tilia ulmifloria. Ліси центральної частини Піренейського півострова сформовані з бука (сосна і дуб скельний в домішці), сосни звичайної та Pinus pinaster, Pinus nigra var. Poiretiana в домішці. В Італії Pinus nigra поширена в зоні літньозелених листяних лісів як домішка з ялицею білою (Abies alba Mill.). Pinus nigra var. Caramanica Loud. поширена в зоні гірських хвойних лісів Греції (Пелопонес, Епір), іноді з Quercus conferta Kit в домішці. На Кіпрі цей різновид зростає з Pinus brutia Ten. та Cedrus brevifolia Henry. В Туреччині, в центральних районах, де клімат стає більш континентальним вологі ліси переходять в більш сухі, утворені Pinus nigra var. Caramanica Loud. з домішкою літньозелених дубів та ялівцю. На сайті www.worldwildlife.org Pinus nigra ssp. salzmanni, P. Sylvestris, P. Pinaster подаються як ендемічні види, що формують гірські ліси Іспанії. В Болгарії Pinus nigra Arn. займає 9 % площ зайнятих хвойними. З хвойних, що формують природні ліси на Кіпрі порода посідає друге місце за цінністю та поширенням (поширена на площі 5000 га, формує як чисті насадження, так і змішані). Основна функція цих насаджень — екологічна та рекреаційна. Природне поновлення виступає головним і бажаним способом відтворення насаджень. Генетичні дослідження доказують високу мінливість кіпрського різновиду Pinus nigra і водночас добру ізоляцію від інших європейських та середземноморських різновидів. Автохтонними породами в Хорватії поруч з ялицею білою(Abies alba Mill.), смерекою (Picea abies L.), сосною звичайною (Pinus silvestris L.), сосною гірською (Pinus mugo Turra.) виступає Pinus nigra Arn. ssp. nigra та Pinus nigra Arn. ssp. dalmatica (Vis.) Schwz., збереження генетичних ресурсів якої зараз розглядається як пріоритетне.
Площа природних насаджень Pinus nigra var. austriaca Hoss. становить близько 800 000 га, тоді коли P. n. ssp. Pallasiana поширена в Греції, Туреччині та Болгарії на площі понад 2,5 мл.га.
Популяцію сосни чорної в Албанії розглядають як Pinus nigra Arn. ssp. Pallasiana. Загалом, чорнососнові насадження в Албанії лише частково гомогенні, і виходячи з фенотипічної мінливості виділяють ряд підвидів. Слід відмітити, що Балкани це район, де виділяють такі різновиди сосни чорної:
- Ssp. Nigra (Австрія, Корсика, колишня Югославія, Греція);
- Ssp. Dalmatica (центральне узбережжя Балкан);
- Ssp. Pallasiana (південні Балкани і Карпати, Крим).

Взагалі, існує небагато наукових доказів присутності в Албанії різновидів чорної сосни відмінних від ssp. Pallasiana. Її насадження займають 110520 га або 10,5 % загальної площі лісів. Природний ареал сосни чорної в Албанії дуже розпорошений з півночі до півдня. Поширення у висоту коливається в межах від 300 до 1850 м н.р.м. Природні насадження часто різняться морфологічно та характеристиками росту, тому їх не можна розглядати без генетичної диференціації на підвиди та екотипи.
Загалом, основний ареал сосни чорної охоплює Центрально- Європейську та Балканську провінцію Циркумбореальної області, Бореального підцарства, Галарктичного царства.
Північна межа ареалу сосни чорної проходить східною і південно-східною частиною Східних Альп (Каринтія, Крайна, Нижня Австрія). В Нижній Австрії (поблизу Бадена) вона займає площу близько 80 тис. га, і ці насадження є ізольованими від решти ареалу на південний захід від Відня. Найбільші площі сосна чорна займає на південному сході та півдні Австрії, звідки ареал простягається вздовж Адріатичного моря, включаючи Боснію, Чорногорію, Хорватію, Сербію (нижні течії Дрини, Морави, Ібару), Румунію (північний берег Дунаю), Болгарію, до південного узбережжя Чорного моря.
Ареал сосни чорної з заходу на схід починається з 5˚ зх. д. в Іспанії та Марокко і простягається до 40˚ сх. д. в східній Туреччині. Південна межа поширення лежить в межах 35˚ пн. ш. (Марокко, Кіпр). Північна границя ареалу пролягає в межах 48˚ пн. ш. в північно-східній Австрії та 45˚ пн. ш. в Криму. Сосна чорна зростає у східній половині Іспанії, на півдні Франції, в Італії до Австрії, Греції, Алжирі, Марокко, Туреччині, на острові Сицилія та Корсика.
Межі природного поширення у висоту для сосни чорної досить різні. У гірських лісах Нижньої Австрії дерево піднімається до 1460 м над рівнем моря, де утворює криволісся. Окремі дерева здатні рости на висоті 1600 м. Зімкнуті насадження зустрічаються тут на висоті від 300 до 800 м. На півдні свого ареалу нижня межа поширення становить 400 м над рівнем моря, хоча деякі дерева чи групи доходять до морського узбережжя.
М.Holubcik (1968), під назвою сосна чорна (Pinus nigra Arn.) в широкому значенні розуміє сукупність кліматипів, що поширені в горах західної частини південної Африки, південної Європи і Малої Азії, Криму, на островах Сицилія та Кіпр. Однак північна межа ареалу доходить до Віденського лісу, а північно-східна до узбережжя Чорного моря. Ряд авторів на які опирається М.Holubcik, вважають, що виникнення різновидів чорних сосен обумовлене поділом одного спільного ареалу на ізольовані один від одного острівні ареали.

## Морфологічна характеристика
Сосна чорна — дерево висотою 20-30(51) м та діаметром 80-150 см, здатне доживати віку 600 років. Стовбур прямий, слабо-збіжистий. На відкритих місцях бокові гілки досягають землі. Крона в молодих дерев широко-кеглеподібна або широко-конічна, з віком зонтична, особливо на скелястих ґрунтах в горах. Кора темно- чи чорно-сіра по усьому стовбурі, що відрізняє сосну чорну від кримської. У старих дерев кора плитчаста, глибоко тріщинувата, в тріщинах буруватого забарвлення. Пагони зеленувато-сіро-коричневі, голі, без воскового нальоту, гілки чорно-сірі.
Коренева система добре розвинута, іноді формує стрижневий корінь (на потужних ґрунтах), з чисельними боковими коренями, які здатні проникати в тріщини скель чи материнських порід. Бруньки великі (до 2,5 см), яйцеподібні чи циліндричні, з довгим загостреним кінцем, оточені багатьма світло-коричневими, відігнутими по краю, з білою бахромою світло-коричневими лусками, смолисті.
Чоловічі колоски сидячі, довжиною до 25 мм, циліндричні, жовті, розвиваються на старших бічних гілках, цвітуть в травні-червні. Після цвітіння опадають протягом кількох тижнів. Жіночі колоски сидячі, яйцеподібні, червонувато-фіолетові, сидять по 2-4 штуки, виключно під верхівковою брунькою, сприятливі для запилення лише 3 дні. Запліднення відбувається на 13 місяців пізніше запилення, в стробілах, що набули зеленого забарвлення і почали інтенсивно рости. Насінні луски з яскраво-червоним, гострим, виступаючим апофізом.
Хвоя парна, вміщена в піхви жовто-сірого кольору, розміром до 12 мм без ниткоподібних придатків, чим відрізняється від сосни кримської. Довжина хвої 70-140 мм, 1-2 мм товщиною, жорстка, колюча, темно-зелена, блискуча, з жовтуватим кінчиком, сидить густо, пряма або трохи зігнута, тримається 4-5 років. Луски на ауксібластах темні, коротші від піхов хвоїн. Шишки майже сидячі, яйцеподібні, жовті або жовто-бурі, блискучі, 5-8 см довжиною та 2-4 см діаметром. Насіннєві луски широкі, чорно-бурі, мало потовщені, зверху округлі, на кінцях з гострим поперечним кілем. Пупок випуклий, часто закінчується колючкою.
Шишки достигають на другий рік після цвітіння, розкриваються весною третього року або взимку під час відлиг. Порожні шишки опадають протягом року після вильоту насіння. Насінини темно сірі, матові, 4-7 мм довжиною, дрібно крапчасті. Порожні насінини — жовтувато-сірі, повнозернисті — темні. Насіннєві луски світло-коричневі, смугасті, 20-24 мм довжиною.
Коренева система у сосни чорної у молодому віці розвивається слабше, ніж у сосни звичайної. З п'яти років починає формуватись стрижневий корінь з чисельними боковими відгалуженнями. У старшому віці справжній стрижневий корінь відсутній, проте присутні бокові корені, здатні проникати до 8 м, а іноді і далі. На вапнякових ґрунтах коренева система часто поверхнева. Для коренів властива ектотрофна мікориза, яка сильно розвивається на малогуміфікованих ґрунтах. Ейзенрейх також вказує на здатність коренів швидко та глибоко проникати в тріщини скель чи більш пухкий ґрунт, що трапляється на їх шляху.

## Екологічна прив'язаність
Сосна чорна дуже невибаглива до ґрунтових умов, але віддає перевагу ґрунтам багатим на вапно. Однак в Боснії вона зростає і на серпентинових бідних породах, в Болгарії на гнейсах та сланцях. В Італії зустрічається на доломітових породах, а в Сицилії на породах вулканічного походження. Хорошою продуктивністю порода вирізняється і на різноманітних пісковиках і пісках, приморських пустищах та дюнах Голландії. В нижній Австрії на вапнякових ґрунтах формує чисті насадження, що є доказом, що такі умови є для неї найсприятливішими. Задовільно зростає сосна чорна і на приморських дюнах в Литві.
Для нормального росту сосни чорної суттєве значення відіграє механічний склад ґрунтів, ступінь їх прогрівання та аерації. Враховуючи ці фактори, задовільними для даної породи є великозернисті, незначної зв'язаності піски, пісковики та гравії, а також багаті на вапно черепашники. В Албанії існують насадження, що зростають на багатих гіпсами ґрунтах.
Порода потребує дещо більшого прогрівання ґрунту ніж сосна звичайна, досить витривала при посухах тому найкращими для її росту і розвитку виступають схили південної експозиції. У природного ареалі основна кількість опадів припадає на період з жовтня по березень, і лише в Боснії — на вегетаційний період. В нижній Австрії 335 мм опадів протягом вегетаційного періоду забезпечують нормальний ріст чорнососнових насаджень з чого можна робити висновки, що опади не є вирішальним фактором поширення сосни чорної.
Кліматичні умови природного поширення сосни чорної характеризуються наступними показниками. Середньорічна температура в межах 7 — 9 ºС (Софія, Відень), 7 — 11ºС (Албанія), опади в розмірі 550—1850 мм (Австрія), 2600 мм (північна частина Албанії). На Балканах, особливо відчувається велика різниця температур між холодною та теплою порою року. Зими часто суворі. Нижні температури можуть доходити до — 30ºС. Перехід від зими до весни швидкий. Літо досить жарке (середня температура червня +17- +19 ºС). Загалом клімат в нижній Австрії формується під впливом теплих повітряних мас з угорських степів, холодні ж Атлантичні вітри затримуються гірськими масивами Альп. З більшості факторів, що обумовлюють нормальний ріст породи, випливає висновок, що сосна чорна досить теплолюбна порода. Вона добре переносить дуже сухе повітря, задовольняючись мінімальною кількістю вологи в ґрунті, тому часто виступає єдиною породою здатною рости на дуже крутих, сухих схилах.
Щодо вимогливості до світла, то Г. Каппер (1954) відзначає, що сосна чорна менш вибаглива, ніж сосна звичайна. Дерево формує густу крону з потужним асиміляційним апаратом. Порода досить стійка проти вітрів, добре переносить бокове затінення.
В умовах великих міст загальний стан сосни чорної кращий, ніж сосни звичайної. Обумовлено це більшою стійкістю породи до диму та промислових викидів. Так в Тюрингії, в районах калійної промисловості сосна чорна цілком здорова, тоді коли сосна звичайна сильно пошкоджена як і в металургійних районах в Верхній Сілезії.
Сосна чорна широко використовується в захисних насадженнях, завдяки нечутливості до солі, промислового пилу та диму, що містять діоксиди, здатності зростати в сухих умовах, добре поглинати SO2, NO2.
Експерименти з сосною чорною, що визначають адаптивні якості, показали високі та середні результати щодо енергії росту, посухо- та морозостійкості, стійкості до хвороб. Значна пластичність виду зробила сосну чорну фаворитом для проектів відновлення лісових масивів в широкому діапазоні природних умов.